# Dasychira hedilacea
Dasychira hedilacea är en fjärilsart som beskrevs av Collenette 1936. Dasychira hedilacea ingår i släktet Dasychira och familjen tofsspinnare. Inga underarter finns listade i Catalogue of Life.